# 過海隧道巴士N930線
過海隧道巴士N930線是930及930X的通宵版本，來往荃灣（愉景新城）及銅鑼灣（摩頓臺），途經荃灣西站、荃灣市中心、環宇海灣、大窩口邨、葵涌邨、葵興、葵芳、西九龍公路、西區海底隧道、上環、中環、金鐘及灣仔。

## 概述
N930線是繼N969線、N962線以及N968線（已由N368線取代）之後第四條西隧通宵常規非機場過海巴士路線，也是葵青區（葵芳、葵興、葵涌、大窩口）及荃灣市中心首條常規通宵過海巴士。
N930這個編號曾經使用過，第一代於1998年10月5日（中秋節）由節日特別路線930S線更名而成，往返荃灣碼頭（現址為「海之戀」、「全‧城匯」）至銅鑼灣（摩頓台），只於當日凌晨提供服務，之後沒有再提供服務。

## 歷史
2019年9月22日，N930線投入服務，祇於每日凌晨開出兩班。
2022年8月29日，N930線取消01:15由銅鑼灣（摩頓台）開出之班次。

## 服務時間及班次
- 每日銅鑼灣（摩頓臺）開：01:35
- 每日荃灣（愉景新城）開：05:15、05:35

## 收費
全程：$31.2
- 西區海底隧道轉車站往銅鑼灣（摩頓臺）：$18.9
- 過西區海底隧道後往銅鑼灣（摩頓台）：$11.3
- 西區海底隧道轉車站往荃灣（愉景新城）：$16.9
- 葵涌廣場往荃灣（愉景新城）：$9.5

| - 本線設有12歲以下小童及65歲或以上長者半價優惠。 - 65歲或以上香港居民使用「樂悠咭」，以及12歲以下合資格殘疾兒童使用「殘疾人士身份」個人八達通繳付車資，均可享有每程$2.0或半價（以較低者為準）的票價優惠；12至64歲合資格殘疾人士使用「殘疾人士身份」個人八達通（包括「樂悠咭」），以及60至64歲香港居民使用「樂悠咭」繳付車資，均可享有每程$2.0或全費（以較低者為準）的票價優惠。 - 65歲或以上長者如使用長者或一般個人八達通繳付車資，則只可享有半價優惠；12至64歲合資格殘疾人士如不使用「殘疾人士身份」個人八達通，以及60至64歲人士如不使用「樂悠咭」繳付車資，必須繳付全費。 - 乘客可以現金或八達通於上車時付款，不設找續。 - 每位成人乘客可免費攜帶最多兩名4歲以下而不佔座位的兒童乘客乘車，超額之4歲以下小童必須繳付小童車費乘車。 - 九龍巴士、城巴及龍運巴士全職員工及家屬（不包括外判職員）可免費乘搭本路線，惟必須拍職員或職員家屬八達通。 - 乘客亦可使用AlipayHK「易乘碼」、支付寶、 WeChatHK／微信支付「搭車碼」、銀聯雲閃付「乘車碼」及BOC Pay「乘車碼」、具有感應式支付功能的VISA、Mastercard及銀聯卡，以及Apple Pay、Google Pay及Samsung Pay流動支付平台繳付車資。使用此支付方式的乘客可享有中途下車之分段收費，以及與其他城巴獨營路線或聯營線城巴班次之轉乘優惠，惟不適用於與非城巴路線之轉乘優惠。使用此支付方式的乘客亦不能享有「公共交通費用補貼計劃」及「長者及合資格殘疾人士公共交通票價優惠計劃」。 |

## 行車路線
荃灣（愉景新城）開經：美環街、荃景圍、青山公路-荃灣段、大涌道、沙咀道、大河道（南行）、荃灣西站巴士總站、大河道（北行）、楊屋道、馬頭壩道、德士古道、荃青交匯處、德士古道、大窩口道、上角街、大窩口道、興芳路、荃灣路、葵涌道、青葵公路、西九龍公路、西區海底隧道、干諾道西、西消防街、干諾道西、干諾道中、民吉街、統一碼頭道、民吉街、干諾道中、夏慤道、紅棉路支路、金鐘道、軒尼詩道、怡和街及銅鑼灣道。
銅鑼灣（摩頓台）開經：摩頓臺、高士威道、伊榮街、邊寧頓街、怡和街、軒尼詩道、金鐘道、德輔道中、永和街、干諾道中、干諾道西、西區海底隧道、西九龍公路、青葵公路、葵涌道、葵富路、興芳路、大窩口道、德士古道、荃青交匯處、德士古道、馬頭壩道、楊屋道、大河道（南行）、荃灣西站巴士總站、大河道（北行）、沙咀道 、大涌道、青山公路-荃灣段、荃景圍及美環街。各班次之具體停站請參考資訊框

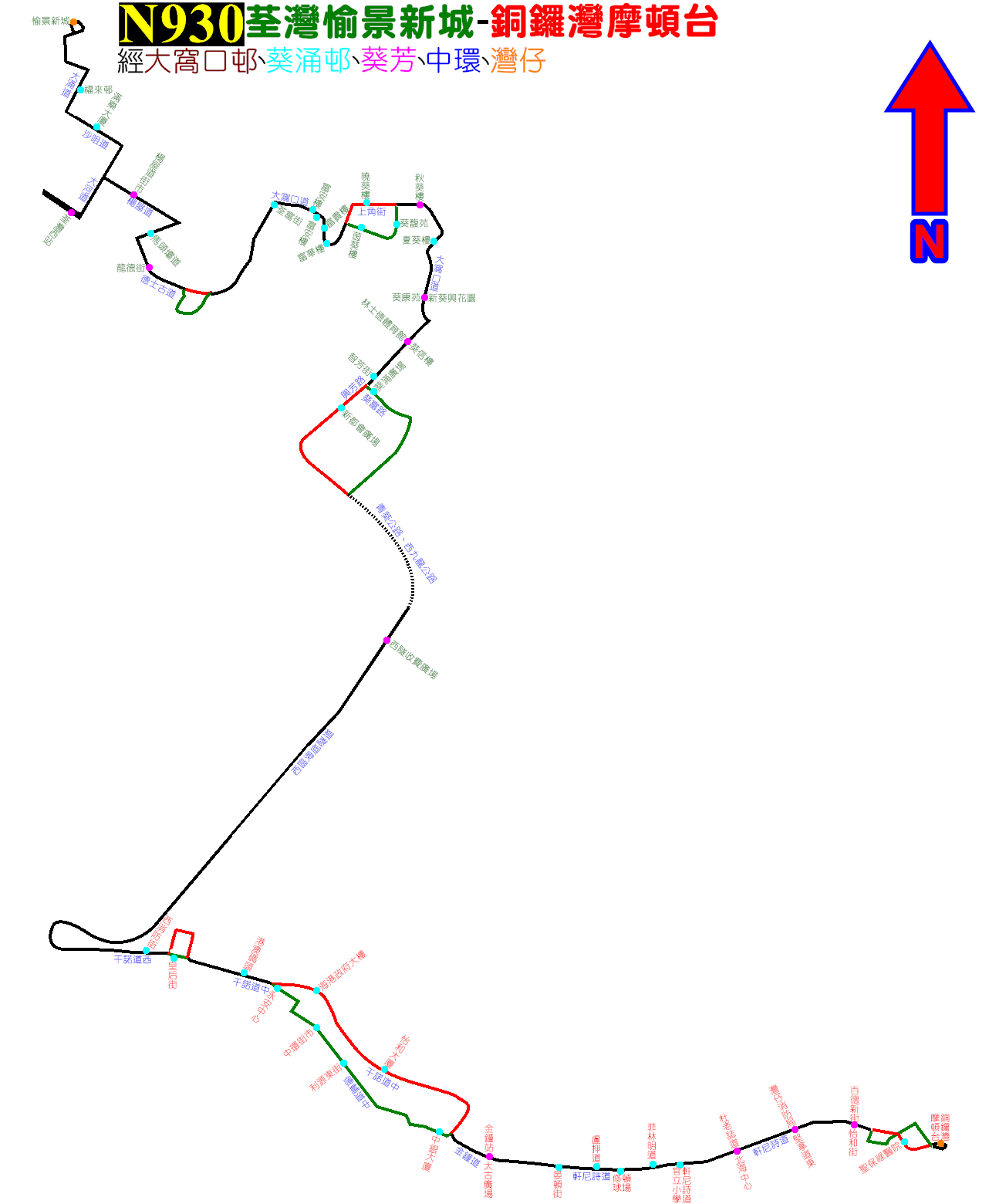
N930線的走線圖

## 外部連結
- 過海隧道巴士N930線路線圖 （页面存档备份，存于）
- 681巴士總站－過海隧道巴士N930線 （页面存档备份，存于）